# Moroeni
Moroeni es una comuna ubicada en el distrito de Dâmbovița, Rumania.

## Superficie
Posee una superficie de 287,4 kilómetros cuadrados.

## Demografía
Hasta 2021 la población era de 5034 habitantes, con una densidad de población de 17,52 habitantes por kilómetro cuadrado.